# Escharella indivisa
Escharella indivisa is een mosdiertjessoort uit de familie van de Escharellidae. De wetenschappelijke naam van de soort is voor het eerst geldig gepubliceerd in 1916 door Levinsen.